# Vladislav Volkov
Vladislav Nikolajevitj Volkov (ryska: Владислав Николаевич Волков), född 23 november 1935 i Moskva, död 30 juni 1971 i rymden, var en sovjetisk kosmonaut som deltog i expeditionerna Sojuz 7 och Sojuz 11.
Volkov var ingenjör vid Koroljovs utvecklingsbyrå och deltog i utvecklingen av rymdfarkosterna Vostok och Voschod innan han valdes ut att bli kosmonaut. Han var sedan ombord på Sojuz år 1969 och tillbringade 23 dagar på Saljut 1, världens första rymdstation.
Vid en flygning med Sojuz 11 i juni 1971 öppnades en ventil för tidigt innan kapseln skulle återvända in i atmosfären, vilket ledde till att alla tre ombord kvävdes.

## Eftermäle
Vladislav Volkov fick två gånger utmärkelsen Sovjetunionens hjälte, först den 22 oktober 1969 och sedan postumt den 30 juni 1971. Efter sin död har en krater på månen, en asteroid och en gata i Moskva uppkallats efter honom.

## Rymdfärder
- Sojuz 7
- Sojuz 11